# Ayguemorte-les-Graves
Ayguemorte-les-Graves é uma comuna francesa na região administrativa da Nova Aquitânia, no departamento da Gironda. Estende-se por uma área de 6,33 quilômetros quadrados. Em 2010 a comuna tinha 1 310 habitantes (densidade: 207 hab./km²).